# Premi BAFTA 1992
La 45ª edizione dei British Academy Film Awards, conferiti dalla British Academy of Film and Television Arts alle migliori produzioni cinematografiche del 1991, si è svolta il 22 marzo 1992.

## Vincitori e nomination

### Miglior film
- The Commitments, regia di Alan Parker
- Balla coi lupi (Dances with Wolves), regia di Kevin Costner
- Il silenzio degli innocenti (The Silence of the Lambs), regia di Jonathan Demme
- Thelma & Louise, regia di Ridley Scott

### Miglior film non in lingua inglese
- La ragazza terribile (Das schreckliche Mädchen), regia di Michael Verhoeven
- Cyrano de Bergerac, regia di Jean-Paul Rappeneau
- Il marito della parrucchiera (Le mari de la coiffeuse), regia di Patrice Leconte
- Toto le héros - Un eroe di fine millennio (Toto le Héros), regia di Jaco Van Dormael

### Miglior regista
- Alan Parker – The Commitments
- Kevin Costner – Balla coi lupi (Dances with Wolves)
- Jonathan Demme – Il silenzio degli innocenti (The Silence of the Lambs)
- Ridley Scott – Thelma & Louise

### Miglior attore protagonista
- Anthony Hopkins – Il silenzio degli innocenti (The Silence of the Lambs)
- Kevin Costner – Balla coi lupi (Dances with Wolves)
- Gérard Depardieu – Cyrano de Bergerac
- Alan Rickman – Il fantasma innamorato (Truly, Madly, Deeply)

### Miglior attrice protagonista
- Jodie Foster – Il silenzio degli innocenti (The Silence of the Lambs)
- Geena Davis – Thelma & Louise
- Susan Sarandon – Thelma & Louise
- Juliet Stevenson – Il fantasma innamorato (Truly, Madly, Deeply)

### Miglior attore non protagonista
- Alan Rickman – Robin Hood - Principe dei ladri (Robin Hood: Prince of Thieves)
- Alan Bates – Amleto (Hamlet)
- Derek Jacobi – L'altro delitto (Dead Again)
- Andrew Strong – The Commitments

### Miglior attrice non protagonista
- Kate Nelligan – Paura d'amare (Frankie and Johnny)
- Annette Bening – Rischiose abitudini (The Grifters)
- Amanda Plummer – La leggenda del re pescatore (The Fisher King)
- Julie Walters – A scuola di ballo (Stepping Out)

### Miglior sceneggiatura originale
- Anthony Minghella – Il fantasma innamorato (Truly, Madly, Deeply)
- Callie Khouri – Thelma & Louise
- Richard LaGravenese – La leggenda del re pescatore (The Fisher King)
- Peter Weir – Green Card - Matrimonio di convenienza (Green Card)

### Miglior sceneggiatura non originale
- Dick Clement, Ian La Frenais e Roddy Doyle – The Commitments
- Michael Blake – Balla coi lupi (Dances with Wolves)
- Jean-Paul Rappeneau, Jean-Claude Carrière – Cyrano de Bergerac
- Ted Tally – Il silenzio degli innocenti (The Silence of the Lambs)

### Miglior fotografia
- Pierre Lhomme – Cyrano de Bergerac
- Adrian Biddle – Thelma & Louise
- Tak Fujimoto – Il silenzio degli innocenti (The Silence of the Lambs)
- Dean Semler – Balla coi lupi (Dances with Wolves)

### Miglior scenografia
- Bo Welch – Edward mani di forbice (Edward Scissorhands)
- Ezio Frigerio – Cyrano de Bergerac
- Richard MacDonald – La famiglia Addams (The Addams Family)
- Joseph Nemec III – Terminator 2 - Il giorno del giudizio (Terminator 2: Judgment Day)

### Migliore colonna sonora originale
- Jean-Claude Petit – Cyrano de Bergerac
- John Barry – Balla coi lupi (Dances with Wolves)
- Howard Shore – Il silenzio degli innocenti (The Silence of the Lambs)
- Hans Zimmer – Thelma & Louise

### Miglior montaggio
- Gerry Hambling – The Commitments
- Craig McKay – Il silenzio degli innocenti (The Silence of the Lambs)
- Thom Noble – Thelma & Louise
- Neil Travis – Balla coi lupi (Dances with Wolves)

### Migliori costumi
- Franca Squarciapino – Cyrano de Bergerac
- Colleen Atwood – Edward mani di forbice (Edward Scissorhands)
- John Bloomfield – Robin Hood - Principe dei ladri (Robin Hood: Prince of Thieves)
- Theodor Pištěk – Valmont

### Miglior trucco
- Jean-Pierre Eychenne, Michele Burke – Cyrano de Bergerac
- Fern Buchner, Katherine James, Kevin Haney – La famiglia Addams (The Addams Family)
- Frank Carrisosa – Balla coi lupi (Dances with Wolves)
- Ve Neill – Edward mani di forbice (Edward Scissorhands)

### Miglior sonoro
- Lee Orloff, Tom Johnson, Gary Rydstrom, Gary Summers – Terminator 2 - Il giorno del giudizio (Terminator 2: Judgment Day)
- Skip Lievsay, Christopher Newman, Tom Fleischman – Il silenzio degli innocenti (The Silence of the Lambs)
- Jeffrey Perkins, Bill W. Benton, Gregory H. Watkins, Russell Williams II – Balla coi lupi (Dances with Wolves)
- Clive Winter, Eddy Joseph, Andy Nelson, Tom Perry, Steve Pederson – The Commitments

### Migliori effetti speciali
- Stan Winston, Dennis Muren, Gene Warren Jr., Robert Skotak – Terminator 2 - Il giorno del giudizio (Terminator 2: Judgment Day)
- Allen Hall, Scott Farrar, Clay Pinney, Mikael Salomon – Fuoco assassino (Backdraft)
- Frans Wamelink, Eve Ramboz, Masao Yamaguchi – L'ultima tempesta (Prospero's Books)
- Stan Winston – Edward mani di forbice (Edward Scissorhands)

### Miglior film di animazione
- Balloon, regia di Ken Lidster
- Adam, regia di Peter Lord
- Anamorfoses, regia di Margarida Simões
- Touch, regia di Debra Smith

### Miglior cortometraggio
- The Harmfulness of Tobacco, regia di Nick Hamm
- Breath of Life, regia di Navin Thapar
- Man Descending, regia di Neil Grieve
- Trauma, regia di Gerhard J. Rekel